# تياغو غونسالفيس
تياغو غونسالفيس هو لاعب كرة قدم برتغالي في مركز الدفاع، ولد في 3 سبتمبر 1986 في فيسيو في البرتغال. شارك مع منتخب البرتغال تحت 18 سنة لكرة القدم ومنتخب البرتغال تحت 19 سنة لكرة القدم. أما مع النوادي، فقد لعب مع موريرينسي.

## وصلات خارجية
- تياغو غونسالفيس على موقع قاعدة بيانات كرة القدم.إي يو (الإنجليزية)
- تياغو غونسالفيس على موقع Soccerway.com (الإنجليزية)